# The Minaret
The Minaret (englisch für Das Minarett) ist eine 1065 m hohe und steil aufragende Felssäule im Süden der Anvers-Insel im Palmer-Archipel vor der Westküste der Antarktischen Halbinsel. Sie ragt aus einem Gebirgskamm auf, der sich vom Mount William in nordöstlicher Richtung erstreckt.
Der Falkland Islands Dependencies Survey nahm 1944 grobe und 1955 detailliertere Vermessungen vor. Das UK Antarctic Place-Names Committee gab ihr 1958 ihren deskriptiven Namen.